# 黄冈西站
黄冈西站，位于中华人民共和国湖北省黄冈市黄州区禹王街道，是武黄城际铁路黄冈支线（武冈城际铁路）上的火车站，于2014年6月18日启用营运，武汉铁路局管辖。本站在进行站广场改建的过程中发现古墓群。

## 歷史
- 2014年6月18日通车启用。[6]
- 为适应黄黄高速铁路开通需要，增强黄冈西站运输能力，黄冈西站关停实施改扩建。自2021年5月11日起至2021年11月30日停止办理客运业务。[7]改造后的黄冈西站将由2台2线增至2台4线，增加两条650米到发线，车站站台延长至450米，宽度增加至12.5米，项目总投资1.32亿元。

## 车站结构

### 站场
| 2F | 侧式月台 | 侧式月台                                   |
| 2F | 2站台    | 武黄城际铁路 往武昌方向（华容东）          |
| 2F | 通过线   | 武黄城际铁路 下行列车                      |
| 2F | 通过线   | 武黄城际铁路 上行列车                      |
| 2F | 1站台    | 武黄城际铁路 往黄冈东方向（黄冈）          |
| 2F | 侧式月台 |                                            |
| 2F | 站房     | 二层候车室、检票口                         |
| 1F | 站房     | 出站口、进站口、售票、候车、检票、办公区域 |
| 1F | 接驳交通 | 停车场、公交站                             |

## 車站周邊
- 黄州工业园区

## 外部連結
- 中国铁路客户服务中心 （页面存档备份，存于）